# Літер
Літе́р (фр. Lithaire) — колишній муніципалітет у Франції, у регіоні Нормандія, департамент Манш. Населення — 550 осіб (2011).
Муніципалітет був розташований на відстані близько 290 км на захід від Парижа, 85 км на захід від Кана, 36 км на північний захід від Сен-Ло.

## Історія
До 2015 року муніципалітет перебував у складі регіону Нижня Нормандія. Від 1 січня 2016 року належав до нового об'єднаного регіону Нормандія.
1 січня 2016 року Літер, Куаньї, Прето-Сент-Сюзанн i Сен-Жор було об'єднано в новий муніципалітет Монсенель.

## Демографія
Динаміка населення (Insee ):
Розподіл населення за віком та статтю (2006):
| Стать | Всього | До 15 років | 15-24 | 25-44 | 45-64 | 65-85 | Понад 85 |
| --- | ------ | ----------- | ----- | ----- | ----- | ----- | -------- |
| Чоловіки | 268    | 40          | 20    | 76    | 88    | 44    | 0        |
| Жінки | 276    | 72          | 12    | 52    | 64    | 60    | 16       |
| \| Статево-вікова піраміда \| Статево-вікова піраміда \| Статево-вікова піраміда \| \| ----------------------- \| ----------------------- \| ----------------------- \| \| Чоловіки \| Вік \| Жінки \| \| 0 \| 85 + \| 16 \| \| 12 \| 80-84 \| 20 \| \| 8 \| 75-79 \| 20 \| \| 16 \| 70-74 \| 8 \| \| 8 \| 65-69 \| 12 \| \| 24 \| 60-64 \| 20 \| \| 20 \| 55-59 \| 12 \| \| 24 \| 50-54 \| 20 \| \| 20 \| 45-49 \| 12 \| \| 20 \| 40-44 \| 12 \| \| 20 \| 35-39 \| 20 \| \| 12 \| 30-34 \| 16 \| \| 24 \| 25-29 \| 4 \| \| 8 \| 20-24 \| 12 \| \| 12 \| 15-20 \| 0 \| \| 8 \| 10-14 \| 36 \| \| 12 \| 5-9 \| 28 \| \| 20 \| 0-4 \| 8 \| |        |             |       |       |       |       |          |
| Статево-вікова піраміда |        |             |       |       |       |       |          |
| Чоловіки | Вік    | Жінки       |       |       |       |       |          |
| 0 | 85 +   | 16          |       |       |       |       |          |
| 12 | 80-84  | 20          |       |       |       |       |          |
| 8 | 75-79  | 20          |       |       |       |       |          |
| 16 | 70-74  | 8           |       |       |       |       |          |
| 8 | 65-69  | 12          |       |       |       |       |          |
| 24 | 60-64  | 20          |       |       |       |       |          |
| 20 | 55-59  | 12          |       |       |       |       |          |
| 24 | 50-54  | 20          |       |       |       |       |          |
| 20 | 45-49  | 12          |       |       |       |       |          |
| 20 | 40-44  | 12          |       |       |       |       |          |
| 20 | 35-39  | 20          |       |       |       |       |          |
| 12 | 30-34  | 16          |       |       |       |       |          |
| 24 | 25-29  | 4           |       |       |       |       |          |
| 8 | 20-24  | 12          |       |       |       |       |          |
| 12 | 15-20  | 0           |       |       |       |       |          |
| 8 | 10-14  | 36          |       |       |       |       |          |
| 12 | 5-9    | 28          |       |       |       |       |          |
| 20 | 0-4    | 8           |       |       |       |       |          |

## Економіка
2010 року серед 311 осіб працездатного віку (15—64 років) 238 були активними, 73 — неактивними (показник активності 76,5%, у 1999 році було 65,9%). З 238 активних мешканців працювало 214 осіб (121 чоловік та 93 жінки), безробітними було 24 (13 чоловіків та 11 жінок). Серед 73 неактивних 19 осіб було учнями чи студентами, 29 — пенсіонерами, 25 були неактивними з інших причин.

У 2010 році в муніципалітеті числилось 234 оподатковані домогосподарства, у яких проживали 523,5 особи, медіана доходів виносила 15 516 євро на одного особоспоживача